# Fenway Park
Fenway Park är en basebollarena (tidigare även använd för amerikansk fotboll och fotboll) i Boston i Massachusetts i USA. Arenan är hemmaarena för Boston Red Sox, som spelar i American League, en av de två ligorna i Major League Baseball (MLB). Fenway Park är med sina 113 år den äldsta arenan av alla som för närvarande används i MLB. 2012 blev arenan den första i USA som använts för proffsidrott i 100 år.

## Historia
Fenway Park, som ersatte Red Sox tidigare hemmaarena Huntington Avenue Grounds, började byggas i området Fenway i centrala Boston i september 1911 och öppnades i april 1912, till en byggkostnad av cirka 650 000 dollar (motsvarande cirka 16,5 miljoner dollar 2017). Som många andra basebollarenor på den tiden byggdes den i ett asymmetriskt kvarter, vilket innebar att dess spelplan blev asymmetrisk.
Även efter invigningen av Fenway Park hände det att Red Sox spelade vissa hemmamatcher i lokalkonkurrenten Boston Braves hemmaarena Braves Field, ofta för att kunna ta emot större åskådarskaror, som till exempel i World Series 1915. Å andra sidan har även andra klubbar än Red Sox spelat sina hemmamatcher i Fenway Park. Nyssnämnda Boston Braves spelade där 1914, året de vann World Series, och 1915 medan Braves Field byggdes. Vidare har flera klubbar i amerikansk fotboll spelat där, bland andra Boston Redskins 1933–1936 och Boston Patriots 1963–1968. Även fotboll har spelats i Fenway Park. Boston Beacons i North American Soccer League (NASL) spelade sina hemmamatcher där 1968. 2010 debuterade Fenway Park som ishockeyarena, då Boston Bruins mötte Philadelphia Flyers i en så kallad NHL Winter Classic-match. Matchen slutade 2–1 till Boston Bruins.
I maj 1926 brann en del av Fenway Parks vänstra läktare ned, men Red Sox dåvarande ägare hade inte råd att genast bygga upp det som förstörts. Inför säsongen 1934 hade klubben en ny ägare, och han påbörjade en omfattande utbyggnad och renovering av arenan, vilken trots ännu en brand i januari det året var klar när säsongen drog igång i april. Sedan dess har små förändringar genomförts, men arenan har ändå behållit sin grundstruktur.
Fenway Parks mest kända del är The Green Monster, en drygt elva meter (37 fot) hög vägg som begränsar spelplanen i left field. Den har funnits där sedan arenan byggdes, men målades inte grön förrän 1947. 2003 byggdes en sittplatssektion ovanpå The Green Monster. I väggen finns en stor resultattavla där alla resultat än i dag ändras för hand.
Den högra foulstolpen kallas Pesky's Pole efter den gamla storspelaren Johnny Pesky, som en gång slog en matchavgörande homerun precis på rätt sida om stolpen. Namnet hittades på redan på 1950-talet, men blev inte populärt förrän i slutet av 1980-talet eller början av 1990-talet. 2006 gjorde Red Sox namnet officiellt. Året före, 2005, gavs den vänstra foulstolpen namnet Fisk Foul Pole efter Carlton Fisk, som i match 6 i World Series 1975, i ett av MLB:s mest berömda ögonblick någonsin, slog en matchavgörande homerun i tolfte inningen som träffade stolpen.
Fenway Park anses gynna slagmannen på pitcherns bekostnad, eftersom relativt korta slag räcker för en homerun, särskilt längs planens högerkant som har det kortaste avståndet till homerun-staketet i hela MLB (92 meter eller 302 fot), och eftersom utrymmet att fånga lyror på foulslag är så litet.
1999 kom ett förslag från Red Sox att Fenway Park skulle rivas och ersättas av en ny arena. Den nya arenan skulle ha en spelplan som var identisk med Fenway Parks, inklusive en ny Green Monster. Idén föll inte i god jord och aktionsgrupper bildades för att stoppa planerna. Efter flera års diskussioner meddelade Red Sox 2005 att man skulle stanna i Fenway Park.
Det har inte alltid varit goda publiksiffror i Fenway Park. 1965 var det till exempel vid ett par tillfällen under 500 åskådare på Red Sox matcher. I dag är situationen helt annorlunda. Den 8 september 2008 sattes ett nytt MLB-rekord när Fenway Park var fullsatt för 456:e grundseriematchen i rad, en svit som började den 15 maj 2003. Cleveland Indians hade det tidigare rekordet. I juni 2009 passerades milstolpen 500 raka utsålda hus. Den 10 juni 2012 nådde klubben 745 raka utsålda hemmamatcher i grundserien, vilket var nytt rekord för alla stora sporter i USA. Basketklubben Portland Trail Blazers hade det tidigare rekordet. Sviten var intakt till och med den 9 april 2013, men upphörde dagen efter, och slutsiffran blev 794 raka utsålda matcher (820 om man räknar med slutspelet).
Fenway Park var 1946, 1961 och 1999 värd för MLB:s all star-match.
I Fenway Park har med början 2003 hållits konserter med bland andra Bruce Springsteen och E Street Band, Aerosmith, Dave Matthews Band, Roger Waters, Paul McCartney och The Rolling Stones.
I Fenway Park har flera scener för olika filmer och tv-serier spelats in, bland annat filmerna Fever Pitch, The Town och Drömmarnas fält och tv-serierna Ally McBeal och Advokaterna.

## Fotogalleri

Fenway Parks planstorlek.
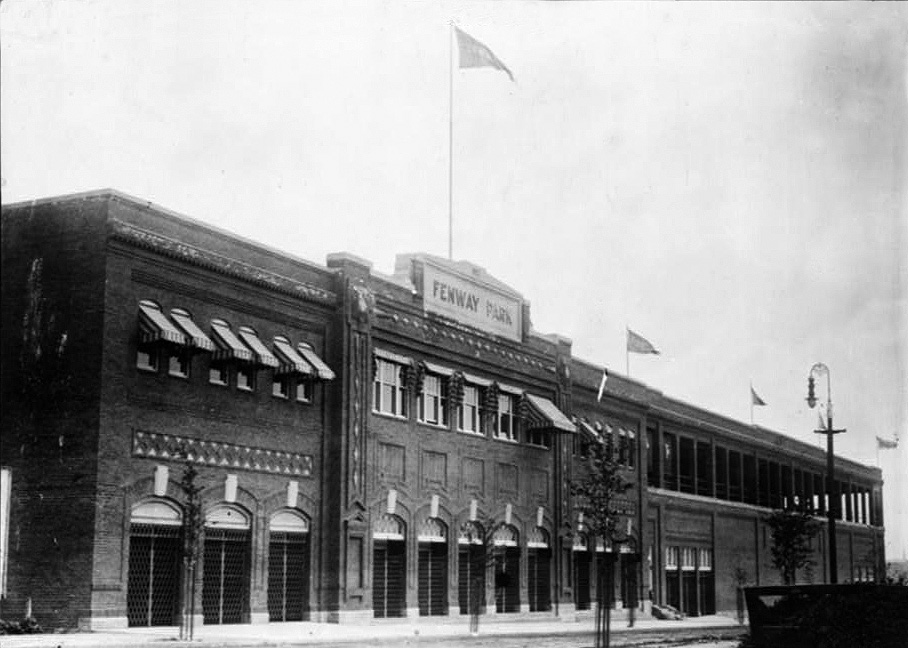
Fenway Parks utsida 1914.
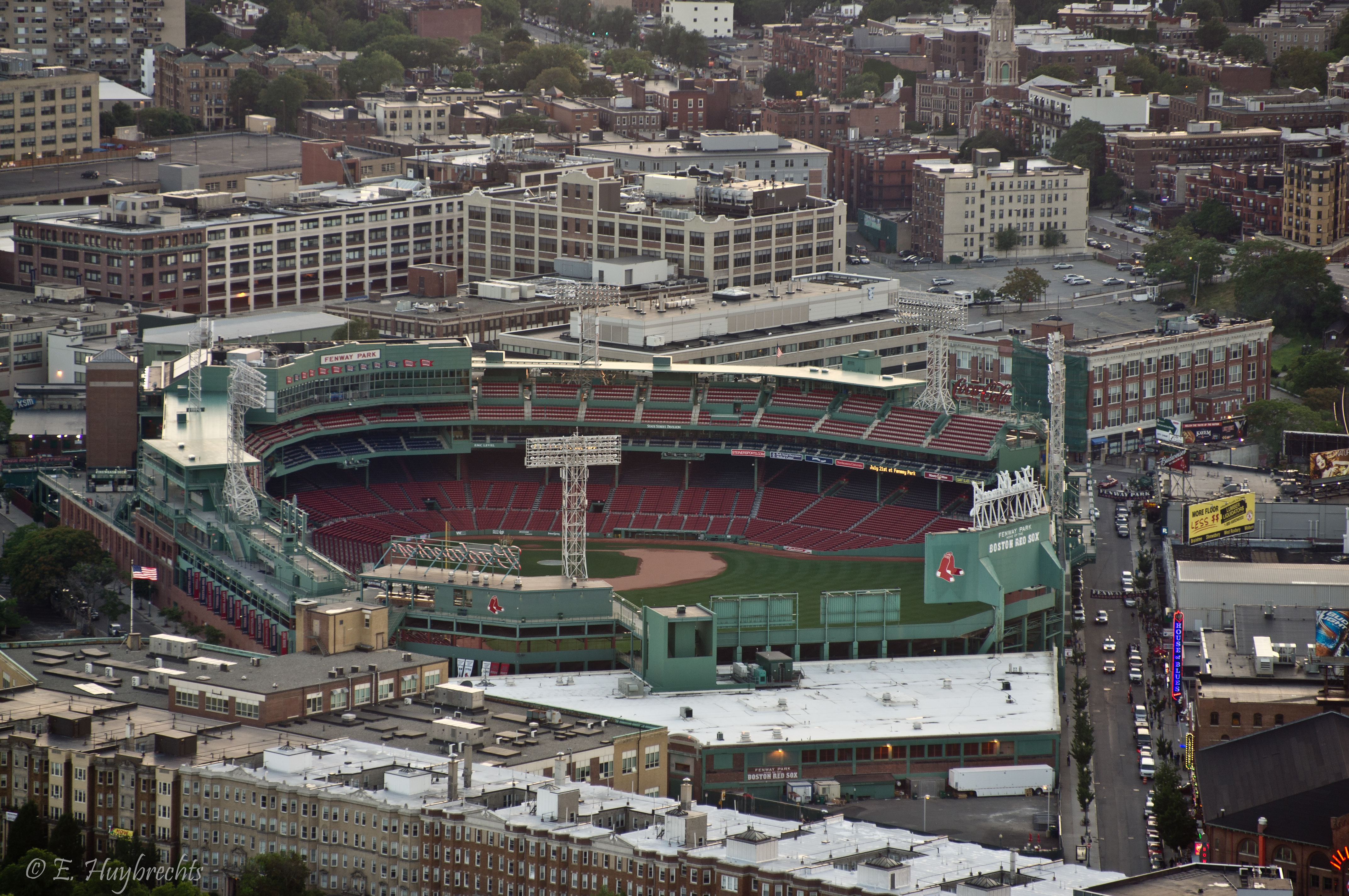
Fenway Park 2010.
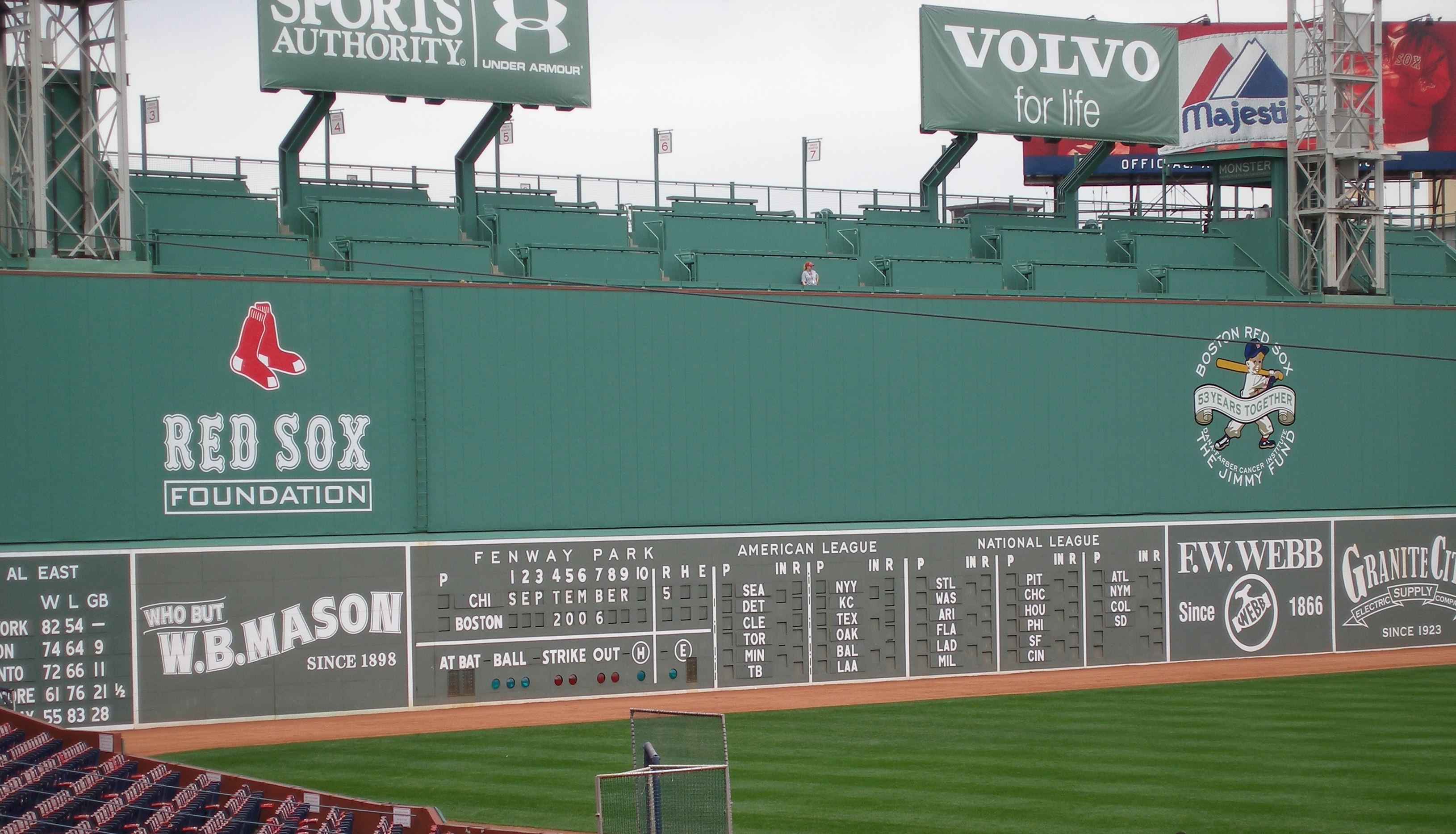
The Green Monster.
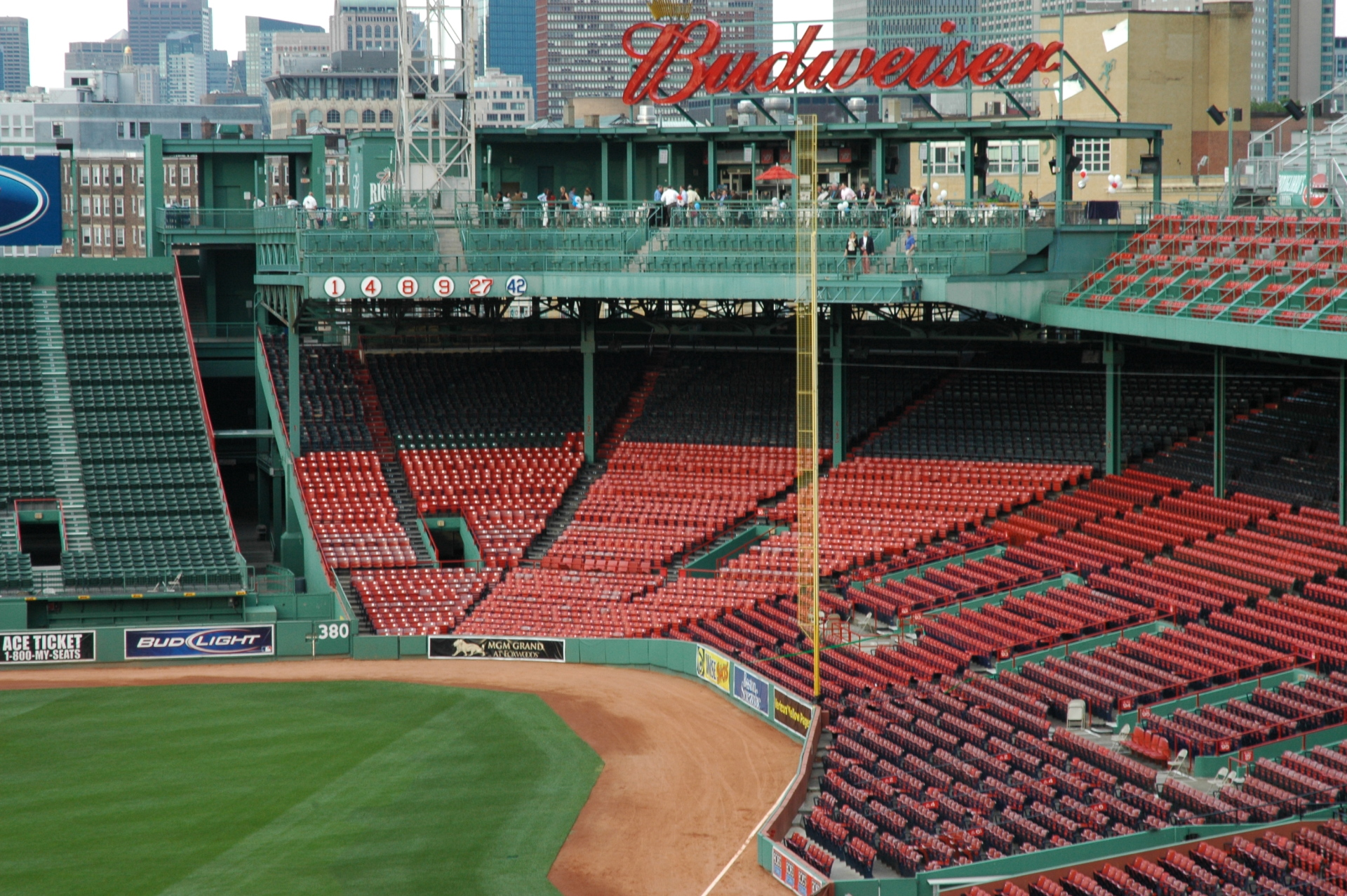
Pesky's Pole.